# Für immer Shrek
Für immer Shrek ist ein US-amerikanischer Animationsfilm. Als vierter Teil der Shrek-Filmreihe nach Shrek – Der tollkühne Held (2001), Shrek 2 – Der tollkühne Held kehrt zurück (2004) und Shrek der Dritte (2007) kam er in den USA am 21. Mai 2010 in die Kinos. Die deutschsprachige Premiere war am 30. Juni 2010.
Die Drehbuchidee Shrek Goes Fourth stammt von Tim Sullivan, adaptiert wurde diese Geschichte von Darren Lemke und Josh Klausner. Mike Mitchell führte Regie. Am 23. Februar 2009 wurde die Handlung vorgestellt. Wie bei den ersten drei Filmen der Shrek-Reihe bedient sich auch dieser Film vieler Märchenthemen. Der Film wurde als erster Film der Shrek-Filmreihe auch in einer 3D-Version veröffentlicht.

## Handlung
Nach seinen zahlreichen Abenteuern ist Shrek zu einem gesetzten Familienvater geworden. Anstatt weiterhin Dorfbewohner zu verschrecken, ist Shrek allseits beliebt und verteilt nun Autogramme auf Mistgabeln. Doch aufgrund der Monotonie seines Lebens fühlt er sich unerfüllt und bekommt beim ersten Geburtstag seiner Kinder einen Wutanfall, woraufhin er die Feier im Streit mit seiner Frau Fiona verlässt. Getrieben von der Sehnsucht, sich wieder „wie ein richtiger Oger“ zu fühlen, lässt er sich dazu überreden, einen Pakt mit dem wortgewandten Rumpelstilzchen zu schließen. Für einen Tag als richtiger Oger muss Shrek dem Rumpelstilzchen einen Tag seines eigenen Lebens geben. Während Shrek sich nichts Böses ahnend darauf einlässt und sich einen entspannenden Tag wie in alten Zeiten erhofft, hat sich das schlitzohrige Rumpelstilzchen jedoch genau den Tag ausgesucht, an dem Shrek geboren wurde – mit dem Ergebnis, dass Shrek, nachdem er nie geboren wurde, nie existiert hat. Hierdurch entsteht ein Zeitparadoxon – Shrek findet sich in einer alternativen Parallelwelt des Königreichs Weit Weit Weg wieder. Dort herrscht Rumpelstilzchen als tyrannischer Diktator gestützt auf eine Armee von Hexen. König Harold und Königin Lillian hatten ihm als Gegenleistung für die Rettung von Fiona das Königreich überschrieben, sind jedoch ebenfalls einer Vertragsklausel Rumpelstilzchens zum Opfer gefallen und lösten sich direkt nach der Vertragsunterzeichnung in Luft auf. Die Oger werden gejagt und haben sich im Untergrund organisiert, um eine Revolution zu starten. Der Esel muss Fuhrwerke der Hexen ziehen und lernt so Shrek kennen, vor dem er sich zunächst fürchtet. Der Lebkuchenmann ist ein Kekse bekämpfender Gladiator. Der gestiefelte Kater ist ein fettes, faules Haustier von Fiona, die sich mittlerweile selbst aus dem Drachenturm befreit hat und eine Widerstandsgruppe der Oger anführt. Tragischerweise kann sie Shrek, den sie ebenfalls vorher nie kennengelernt hat, zunächst nicht ausstehen. In seinem Pakt mit Rumpelstilzchen ist nämlich bestimmt, dass Shrek, wenn er es schafft, bis zum Morgengrauen des nächsten Tages mit Fiona „der wahren Liebe ersten Kuss“ zu teilen, von seinem Schicksal erlöst und der Pakt mit Rumpelstilzchen ungültig wird. Sollte Shrek das jedoch nicht erreichen, dann wird er, nachdem er nie geboren wurde, verschwinden. Um eine Verbindung zwischen Shrek und Fiona zu verhindern, entsendet Rumpelstilzchen eine Hexenarmee und andere Gefolgsleute, die ihn aufhalten und fangen sollen. Dem Rattenfänger gelingt es schließlich mithilfe seiner Flöte, alle Oger bis auf Shrek gefangen zu nehmen.
Rumpelstilzchen setzt zudem ein Kopfgeld auf Shrek aus. Als Belohnung winkt die Erfüllung eines beliebigen Wunsches. Daraufhin liefert sich Shrek selbst aus, um diesen ausgelobten Wunsch gewährt zu bekommen. Er wünscht sich, dass die gefangenen Oger freigelassen werden, mit dem Hintergedanken, dass auch Fiona dadurch freikommt. Doch wegen des Fluches, der Fiona tagsüber Mensch und nachts Oger sein lässt, zählt Rumpelstilzchen sie nicht als vollwertigen Oger. Es entwickelt sich im Thronsaal des Schlosses von Weit Weit Weg ein Kampf zwischen den freigelassenen Ogern und den Hexen von Rumpelstilzchen. Im Laufe des Kampfes wird Rumpelstilzchen von den Ogern gefangen. Doch für Shrek scheint der Sieg über Rumpelstilzchen und die Hexen bereits zu spät zu kommen. Er beginnt sich aufzulösen, da der versprochene „eine Tag als richtiger Oger“ vorbei ist. Fiona hat sich nun allerdings doch in Shrek verliebt und gibt ihm den einen entscheidenden Kuss. In der Folge löst sich die Parallelwelt auf und Shrek findet sich auf der Geburtstagsfeier seiner Kinder wieder, zu dem Zeitpunkt, als er seinen Wutanfall zu bekommen droht. An die Erlebnisse in der Parallelwelt kann er sich noch erinnern und genießt es daher, wieder mit seiner Familie und seinen Freunden beisammen zu sein.

## Veröffentlichung
Für immer Shrek feierte am 21. April 2010 seine Weltpremiere beim Tribeca Film Festival in den USA. Am 16. Mai 2010 wurde er im kalifornischen Universal City gezeigt, bevor er ab dem 21. Mai 2010 in den US-amerikanischen Kinos zu sehen war. Am 30. Juni 2010 lief er in den deutschen und Schweizer Kinos an, einen Tag später in Österreich. Ab dem 25. November 2010 war Für immer Shrek auf DVD, Blu-ray und Blu-ray 3D erhältlich. Die Free-TV-Premiere im deutschsprachigen Raum fand am 27. Oktober 2012 auf ORF eins und Sat.1 statt, der Schweizer Sender SF 2 strahlte den Film bereits am 19. Oktober desselben Jahres aus.

## Trivia
Der Rattenfänger von Hameln tauchte bereits in einer kleinen Nebenrolle in Shrek – Der tollkühne Held auf. Die Flötensolos, die der Rattenfänger von Hameln spielt, wurden von Jeremy Steig, einem bekannten Jazz-Musiker, eingespielt, dessen Vater William Steig der Autor der Shrek-Romane ist.

## Sprecher
Für die Haupt- und Nebenfiguren konnten fast ausnahmslos wieder die Sprecher der vorherigen Shrek-Filme verpflichtet werden, nur Rumpelstilzchen wurde prominent umbesetzt und man konnte Bernhard Hoëcker für diese Rolle gewinnen. Die deutsche Synchronisation des Films übernahm erneut die Berliner Synchron AG in Berlin unter der Dialogregie von Michael Nowka, der auch für das Dialogbuch verantwortlich war.
| Figur              | Originalsprecher | Deutscher Sprecher       |
| ------------------ | ---------------- | ------------------------ |
| Shrek              | Mike Myers       | Sascha Hehn              |
| Fiona              | Cameron Diaz     | Esther Schweins          |
| Esel               | Eddie Murphy     | Dennis Schmidt-Foß       |
| Gestiefelter Kater | Antonio Banderas | Benno Fürmann            |
| Rumpelstilzchen    | Walt Dohrn       | Bernhard Hoëcker         |
| Königin Lillian    | Julie Andrews    | Marie-Luise Marjan       |
| König Harold       | John Cleese      | Thomas Danneberg         |
| Hexe               | Kathy Griffin    | Almut Zydra              |
| Doris              | Larry King       | Manfred Lehmann          |
| Lebkuchenmann      | Conrad Vernon    | Santiago Ziesmer         |
| Wolf               | Aron Warner      | Engelbert von Nordhausen |
| Pinocchio          | Cody Cameron     | Gerald Schaale           |
| Brogan             | Jon Hamm         | Detlef Bierstedt         |
| Cookie             | Craig Robinson   | Christian Gaul           |
| Drache             | Frank Welker     | Frank Welker             |

Walt Dohrn sprach bei den Treffen zur Besprechung des Storyboards sämtliche Stimmen ein. Da kein anderer Darsteller geeigneter für das Einsprechen der Rolle des Rumpelstilzchens erschien, lieh Dohrn dieser Figur seine Stimme auch im Originalton des endgültigen Films und ersetzte somit Conrad Vernon, der diese Märchenfigur zuvor im dritten Teil Shrek der Dritte gesprochen hatte. Darin war Rumpelstilzchen nur in einer kleinen Nebenrolle zu sehen und auch sein äußeres Erscheinungsbild wich stark vom Aussehen im vierten Teil ab.

## Soundtrack
Am 25. Juni 2010 wurde von Alive der Soundtrack veröffentlicht, der 16 Musiktitel der von Harry Gregson-Williams komponierten Filmmusik enthält.
| Nr. | Titel                   |
| --- | ----------------------- |
| 1.  | Once (More) Upon A Time |
| 2.  | Rumpelstiltskin         |
| 3.  | Same Day, Every Day     |
| 4.  | Shrek Signs The Deal    |
| 5.  | Rumpel s Kingdom        |
| 6.  | The Exit Clause         |
| 7.  | Ogre Resistance         |
| 8.  | Din Din!                |
| 9.  | Rumpel s Announcement   |
| 10. | Planning The Attack     |
| 11. | Fiona Doesn t Love Me   |
| 12. | Deal Of A Lifetime      |
| 13. | The Main Event          |
| 14. | Rumpel s Defeat         |
| 15. | His Day Is Up           |
| 16. | Never Been Better       |

## Rezeption

### Einspielergebnisse
Der letzte Teil der Shrek-Saga war zugleich auch der teuerste mit Produktionskosten von 165 Millionen US-Dollar. Doch trotz der höheren Ticketpreise für 3D-Filme konnte dieser Animationsfilm seine Vorgänger nicht übertrumpfen. In den USA nahm er zwar über 238 Millionen US-Dollar ein, unterbot damit allerdings die Einnahmen aus dem ersten Film, die sich auf knapp 267,7 Millionen US-Dollar beliefen. Insgesamt spielte der vierte Teil weltweit 752,6 Millionen US-Dollar ein, davon umgerechnet rund 25 Millionen US-Dollar in Deutschland, 46,6 Millionen US-Dollar in Frankreich, 51,3 Millionen US-Dollar in Russland und 51,0 Millionen US-Dollar im Vereinigten Königreich. In Deutschland haben etwa 2,5 Millionen Zuschauer den Film in den Kinos gesehen. Das bedeutet, dass auch dieser Teil der Filmreihe erfolgreicher war als sonst ein DreamWorks-Projekt. Die Shrek-Tetralogie hat insgesamt rund 2,9 Milliarden US-Dollar an den Kinokassen eingespielt, davon umgerechnet mehr als 100 Millionen US-Dollar in den deutschen Kinos, und zählt damit zu den erfolgreichsten Filmreihen aller Zeiten.

### Kritik
Die Redaktion von TV Spielfilm urteilt: „Während früher spitzzüngige Spielereien mit modernen Popkulturmythen dominierten, hat der vierte Teil nur noch müde Witze vom Oger-Fließband zu bieten. Die von Teil 1 abgekupferte Story wandelt die gleichen Ideen lieblos ab, und die wenigen neuen Figuren – allen voran Rumpelstilzchen, dessen Kampfgans und der tänzelnde Rattenfänger – sind lahme Abziehbilder bereits bekannter Charaktere. Wie gut, dass zumindest auf den leicht aus der Form geratenen gestiefelten Kater Verlass ist.“
Cinema schreibt, der Film sei ein „enttäuschender Abschluss der grandiosen Zeichentrickreihe, dem es an witzigen Einfällen und spritzigen Figuren fehlt“.
Das Lexikon des internationalen Films urteilte: „Unterhaltsame Fortsetzung der Animationsfilmreihe, die sich aber etwas zu sehr auf die in den früheren Filmen eingeführten Stilmittel und Figuren verlässt, um als respektlose (Film-)Märchenparodie zu überzeugen. Die 3D-Projektion wirkt zudem spektakulär, verliert aber schnell an Reiz.“
Kino.de resümiert: „Dieses clevere Recycling bringen Witz, die erstmals dreidimensional und auf Cinemascope gestreckten Bilder darüber hinaus einen visuellen Bonus in diese sehr unterhaltsame und temporeiche Fortsetzung ein, die zeigt, dass das Kinoleben des Shrek-lichen längst nicht enden muss. »Für immer Shrek« braucht also ein Ausrufezeichen!“
Bei Metacritic erreicht der Film einen Metascore von 58 % bei 35 gewerteten Kritiken. Von den bei Rotten Tomatoes gesammelten Filmkritiken fallen 58 % positiv aus (bei 187 gewerteten Kritiken), während von über 300.000 Usern 64 % den Film positiv werteten.

### Auszeichnungen

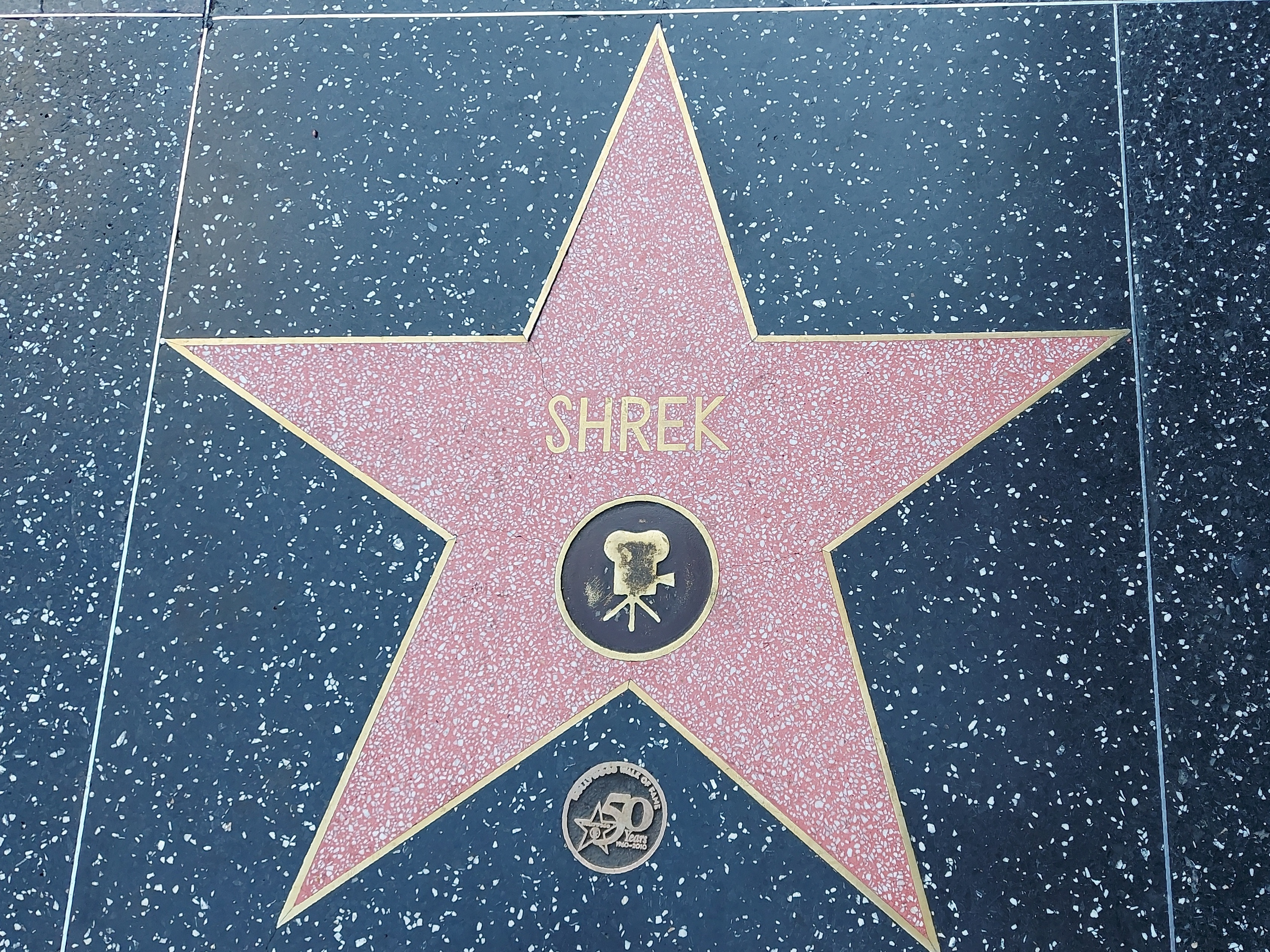
Stern auf dem Hollywood Walk of Fame

Bei den Teen Choice Awards wurde der Film 2010 als bester computeranimierter Film nominiert. 2011 wurde Für immer Shrek bei den People’s Choice Awards als bester Familienfilm und von der Academy of Science Fiction, Fantasy & Horror Films als bester Animationsfilm nominiert. Andrew Young Kim wurde 2011 bei den Annie Awards mit einer Nominierung für die besten animierten Effekte bedacht und erhielt neben Yancy Lindquist, Jeff Budsberg und Can Yuksel eine weitere Nominierung bei den VES Awards für herausragende Animationseffekte in einem Animationsfilm. Bei den Kids’ Choice Awards wurde der Film 2011 als bester Animationsfilm nominiert, während Cameron Diaz eine Nominierung als beste Stimme eines Animationsfilms erhielt und Eddie Murphy in derselben Kategorie gewann.